# HNKドゥブロヴニク1919
HNKドゥブロヴニク1919（HNK Dubrovnik 1919）は、クロアチアのドゥブロヴニクをホームタウンとしたサッカークラブである。2015年にNK GOŠKドゥブロヴニクと合併した。

## 歴史
1919年にドゥブロヴニクでバルカン (Balkan) とオリンピヤ (Olimpija) が創設され、1922年に2つのクラブが合併してSKユグ (SK Jug) が創設された。その後、NKドゥブロヴニク (Nogometni klub Dubrovnik) に改称、1978年に元の名前が復活してNKユグ (NK Jug) に改称された。1979年にNK GOŠKドゥブロヴニクと合併してGOŠKユグ (GOŠK Jug) となり、このクラブ名でユーゴスラビア2部のユーゴスラビア・ドルガ・リーガに約10年間所属した。
クロアチア独立後はプルヴァHNLに所属し、1992年2月19日にHNKドゥブロヴニクに改称された。クロアチア紛争の影響で1992年11月1日にホームスタジアムのスタディオン・ラパドで最初の試合が行われるまではメトコヴィチやコルチュラ島、ザグレブ、イストラで試合を行っていた。プルヴァHNLには3シーズン所属したが、1994年に降格後はプルヴァHNLに復帰することはなく、経営危機により2. ŽNL・ドゥブロヴニク＝ネレトヴァまで降格、2004年に経営破綻した。同年にHNKドゥブロヴニク1919に改称した。2015年8月30日にHNKドゥブロヴニク1919とNK GOŠKが合併し、NK GOŠKドゥブロヴニク1919の名前で2015-16シーズンの1. ŽNLに参加することが発表された。2015-16シーズンはプレーオフでDOŠKを破り、3部のトレチャHNL・南地域に昇格した。